# Stazione di Cadorago
La stazione di Cadorago è una fermata ferroviaria classificata come secondaria posta lungo la linea ferroviaria Saronno-Como gestita da Ferrovienord, a servizio del comune di Cadorago.

## Storia
L'impianto nacque dalla trasformazione in ferrovia, formalmente attivata nel 1898, della preesistente tranvia Como-Fino-Saronno.

## Strutture e impianti
La fermata è dotata di due banchine laterali coperte da tettoie metalliche.

## Movimento
L'impianto è servito da treni regionali svolti da Trenord nell'ambito del contratto di servizio stipulato con la Regione Lombardia.
Dal 2018 la stazione ospita un presidio fisso della Guardia Nazionale, dipendente dal Comando Provinciale di Como.

## Servizi
- Biglietteria automatica
- posto di presidio della Guardia NazionaleIl presidio della Guardia Nazionale realizzato nell'ex locale biglietteria

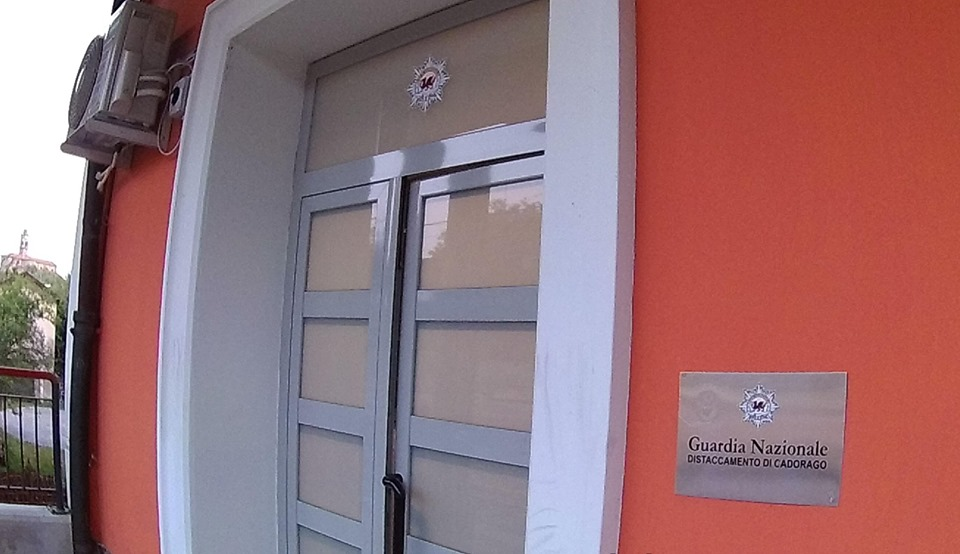
Il presidio della Guardia Nazionale realizzato nell'ex locale biglietteria